# Lee Byeong-geun
Lee Byeong-geun (* 28. April 1973) ist ein ehemaliger südkoreanischer Fußballspieler, der zuletzt bei Seoul United FC in der K3 League spielte. Aktuell steht er als Trainer bei Suwon Samsung Bluewings unter Vertrag.

## Karriere als Spieler

### Jugendzeit
Lee Byeong-geun besuchte von 1989 bis 1991 die Jinju High School. Anschließend studierte er von 1992 bis 1995 an der Hanyang-Universität.

### Fußball-Karriere
Lee Byeong-geuns erste Station wurde 1996 der südkoreanische Erstligist Suwon Samsung Bluewings. Mit den Bluewings gewann er 1998, 1999 und 2004 dreimal die Ligameisterschaft. Des Weiteren stand er 1996 im Pokalfinale gegen die Pohang Atoms, gegen welche er im Elfmeterschießen mit 6:7 unterlag. 2002 konnte er dank eines 1:0-Sieges gegen Pohang Steelers erstmals den Pokal ebenso gewinnen. Nach 226 Spielen für die Bluewings verließ er den Verein im Sommer in Richtung Daegu FC. Er blieb bis zum Sommer 2007 dort, ehe er sich dem Fußball-Oberligisten FC Oberneuland anschloss. Für den Verein spielte er ebenso nur eine Spielzeit, ehe er sich im Sommer 2008 dem südkoreanischen Drittligisten Seoul United FC bis Saisonende anschloss. Ende 2008 beendete er seine aktive Spieler-Laufbahn.

## Karriere in der Nationalmannschaft
Lee Byeong-geun lief 1995 insgesamt zweimal für die U-23- und von 1998 bis 2000 insgesamt achtunddreißigmal für die Südkoreanische Fußballnationalmannschaft auf.

## Karriere als Trainer
Anfang 2009 fing er als Scout bei Gyeongnam FC an. Diese Tätigkeit übte er bis Ende 2012 aus. 2013 stellte ihn sein ehemaliger Verein Suwon Samsung Bluewings als Co.-Trainer neben dem Trainer Seo Jung-won ein. Nachdem Seo Jung-won Ende April zurückgetreten war, fungierte er zwei Monate lang als Interimstrainer. Ende 2018 verließ er den Verein und schloss sich seinem ebenfalls ehemaligen Verein Daegu FC als 2. Co.-Trainer an. Während seiner Zeit bei den Bluewings konnte er 2016 den Pokal erneut gewinnen.
2020 wurde er, nachdem der Vertrag mit dem brasilianischen Fußball-Trainer André nicht hatte verlängert werden können, zum Interimstrainer ernannt. Unter seiner Führung konnte der Verein sich zum zweiten Mal nach 2018 für die AFC Champions League qualifizieren. Ende 2020 wurde er aufgrund dieses Erfolges zum Trainer für die Spielzeit 2021 ernannt.

## Erfolge
als Spieler:
- 3× Südkoreanischer Meister: 1998, 1999 & 2004
- 1× Südkoreanischer Pokalsieger: 2002

als Trainer:
- 1× Südkoreanischer Pokalsieger: 2016

| Personendaten    | Personendaten                               |
| ---------------- | ------------------------------------------- |
| NAME             | Lee, Byeong-geun                            |
| KURZBESCHREIBUNG | südkoreanischer Fußballspieler und -trainer |
| GEBURTSDATUM     | 28. April 1973                              |
| GEBURTSORT       | Südkorea                                    |